# Arc-voltaic
Arc Voltaic fue una revista de poesía de vanguardia publicada en la ciudad de Barcelona de la que solo se publicó un número en febrero de 1918.

## Descripción

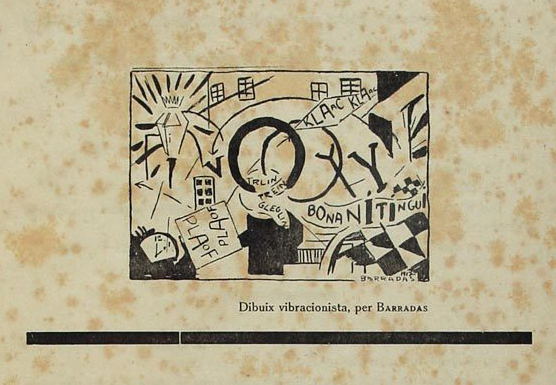
«Dibuix vibracionista, per Barradas»

Estuvo dirigida por Joan Salvat-Papasseit y la cubierta fue diseñada por el artista Joan Miró. La autorización para su publicación fue dada a nombre de Josep M. de Sucre. Fue impresa por la casa Art de la calle Provenza 204 de Barcelona y el ejemplar costaba cuarenta y cinco céntimos. La revista constaba de 8 páginas en un formato de 195 x 135 mm. Los poemas están escritos en catalán, castellano y francés.

## Temática y colaboradores
Esta revista llevaba un subtítulo que mostraba que su temática era la poesía emotiva y evolutiva de vanguardia. El ejemplar constaba de tan solo 8 páginas y contenía poemas de Salvat-Papasseit, su director, y otros autores como Emili Eroles, Joaquim Folguera, J. Torres Garcia y Antoni d’Ignacios. La portada fue obra de Joan Miró y  también se incluyó un dibujo de Rafael Barradas. Arc Voltaic fue importante en la difusión de la corriente de vanguardia llamada vibracionismo promovida por Barradas.